# Waihou (fiume)
Il fiume Waihou (Waihou River in inglese) è situato nel nord dell'Isola del Nord della Nuova Zelanda. Il suo nome precedente, Thames, gli venne assegnato dal capitano James Cook in onore del britannico Tamigi nel novembre 1769, anno in cui esplorò i primi 23 chilometri dal suo estuario nel Firth of Thames. Nel 1847 una commissione geografica stabilì il ripristino del nome in lingua māori, e il fiume tornò a chiamarsi Waihou. Un altro e più antico nome māori del fiume è Wai Kahou Rounga.

## Descrizione
Il Waihou scorre per 150 km dalla catena Mamaku passando attraverso i centri di Putaruru, Te Aroha e Paeroa prima di raggiungere il Firth of Thames all'estremità meridionale del golfo di Hauraki nei pressi della cittadina di Thames. Nel suo tratto più basso, il Waihou e il vicino fiume Piako formano la larghe pianure alluvionali dell'Hauraki. Proprio prima di raggiungere l'oceano, la State Highway 25 attraversa il fiume con il ponte Kopu, il più lungo (463 metri) ponte ad una sola corsia della Nuova Zelanda, e il solo ponte girevole rimasto in servizio su una autostrada nazionale neozelandese.